# Rasbora subtilis
Rasbora subtilis är en fiskart som beskrevs av Roberts, 1989. Rasbora subtilis ingår i släktet Rasbora och familjen karpfiskar. Inga underarter finns listade i Catalogue of Life.